# Моравские говоры

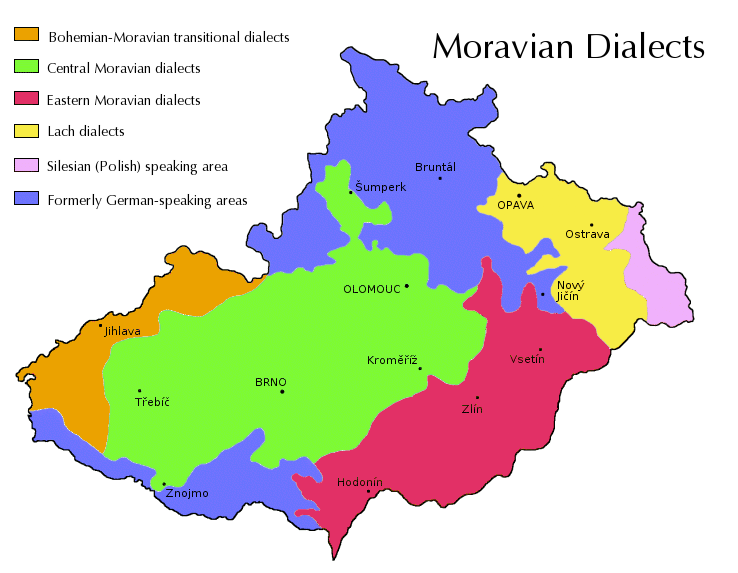
Карта диалектов, распространённых на территории Моравии и Чешской Силезии

Мора́вские го́воры (чеш. moravská nářečí) — условное название совокупности разнородных говоров чешского языка, распространённых в Моравии. Это понятие объединяет говоры центральноморавской (ганацкой), восточноморавской (моравско-словацкой) и североморавской диалектных групп, не имеющие литературного стандарта. В Чехии официально моравские говоры считаются группой диалектов чешского языка. Тем не менее частью населения Моравии отмечается при ответах на вопросы переписи о родном языке отдельный «моравский язык»: так, по данным переписи 2011 года в Чехии 108 469 человек назвали «моравский язык» своим родным (из которых 45 561 человек считают своим родным языком также чешский).
В отличие от собственно чешских диалектов, на основе которых в результате слияния сложился народно-обиходный чешский язык (obecná čeština), на основе моравских и силезских диалектов, слияние внутри которых было намного меньшим, сложились только лишь областные интердиалекты — ганацкий (obecná hanáčtina/středomoravština), моравско-словацкий (obecná moravská slovenština/slováčtina) и ляшский, или силезский (obecná laština/slezština).
Моравские интердиалекты, не являющиеся областными разновидностями обиходного чешского языка, образуют только «субстрат», при наложении на который в Моравии распространяется ставший общенародной субстандартной формой чешского языка обиходный язык из Чехии.
Для тех или иных моравских говоров предпринимаются попытки создания областной литературной нормы. Так, например, в 1998 году свою литературную норму предложил Збышек Шуштек. В моравский алфавит были включены следующие буквы:
- a, á, b, c, č, d, ď, e, é, f, g, h, ch, i, í, j, k, l, m, n, ň, o, ó, p, q, r, ř, s, š, t, ť, u, ú, v, w, x, y, ý, z, ž.